# Бережок (Кардымовский район)
Бережо́к — деревня в Смоленской области России, в Кардымовском районе. Расположена в центральной части области в 14 км к юго-востоку от Кардымова, на правом берегу Днепра, в 9,5 км южнее автодороги Р134 «Старая Смоленская дорога» Смоленск — Дорогобуж — Вязьма — Зубцов. Население составляет 2 жителя (2007 год). Входит в состав Первомайского сельского поселения. До начала 90-х годов XX века в деревне была паромная переправа.

## История
До 1945 года это было условное название трёх деревень : Ратчино, Головино, Пашково. После 1945 года остатки этих деревень объединили в один населённый пункт, под названием Бережок. В 20-х годах XX века в деревне было организовано сельхозпредприятие, которое в 1926 году запустило молочно-сыродельный завод. В Бережке было создано образцово-показательное молочное предприятие, завезён племенной скот (швицы и симменталы). В 1932 хозяйство прекратило своё существование, имущество было передано в созданные колхозы. В 1941—1943 годах в районе деревни шли ожесточённые бои, в Бережке находилась одна из 5 переправ, по которой в начале августа 1941 года выходили из окружения воины 16-й и 20-й армий.

## Достопримечательности
- Братская могила 30-ти Советских воинов, погибших в 1941—1943 гг. (создана 9 мая 1990 года).
- Остров, образовавшийся в результате бомбардировок переправы в 1941 г.

## Известные жители и уроженцы
- В деревне родился Герой Советского Союза, летчик-истребитель Ефимов М. А.